# Tramvajová doprava v Opavě
V Opavě, městě ležícím na území českého Slezska, byla v letech 1905 až 1956 v provozu relativně malá tramvajová síť.

## Historie

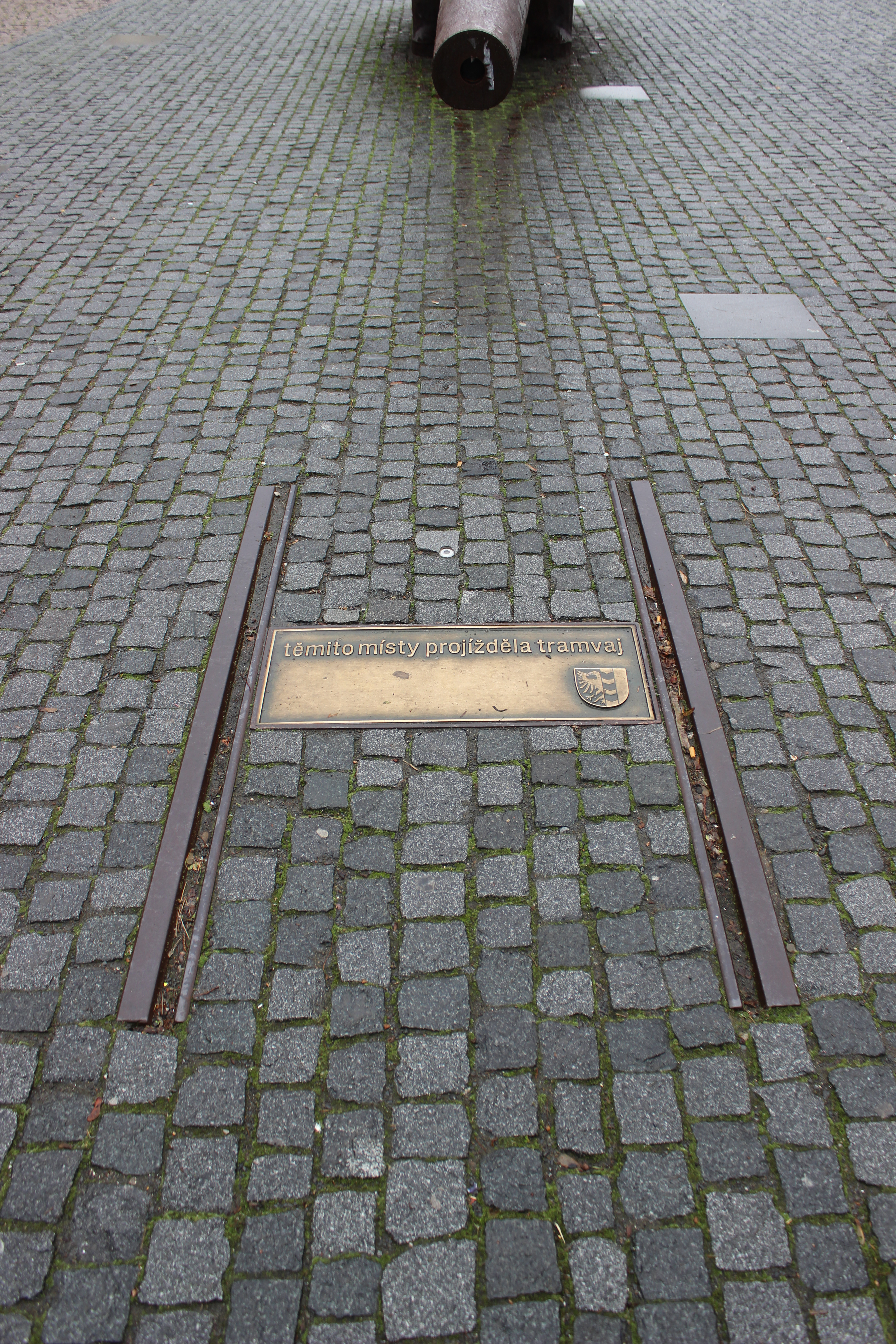
Připomínka existence tramvajové dopravy v Opavě na Dolním náměstí

### Vznik sítě
Síť opavských tramvají vznikla až jako jedna z posledních na území dnešního Česka. V roce 1899 bylo rozhodnuto o stavbě pouliční dráhy. Smlouvu o výstavbě město podepsalo až v roce 1903, koncese mu byla udělena o rok později. Na jaře 1905, ještě skončením stavebních prací, pronajalo město provoz na dráze do konce roku 1938 chebské společnosti Elektrizitäts Gesellschaft GmbH. Provoz tramvají o rozchodu 1000 mm byl zahájen 4. prosince 1905. Hlavní trať spojovala dnešní nádraží Opava-východ s nemocnicí. Z centra města se z této tratě odpojovaly dvě tratě odbočné. Jedna vedla z dnešního náměstí Republiky do Městských sadů, druhá směřovala z Horního náměstí do Kateřinek. Na této síti byly provozovány dvě linky. Vozovna (později trolejbusová) se nachází na dnešní ulici Krnovská. V areálu vozovny se nacházela i uhelná elektrárna. Proto byla provozována také mezi nádražím a vozovnou i nákladní doprava.

### Provoz sítě
První prodloužení nastalo již v roce 1912. Nejprve byla prodloužena trať od nemocnice k nedalekému Ústavu pro duševně choré. Od Vánoc téhož roku se již také mohlo jezdit ze středu města Ostrožnou ulicí a dále Otickou ulicí až k Městskému hřbitovu. To byly jediné změny v tramvajové síti do roku 1948. Ve dvacátých letech bylo zavedeno číslování linek (v provozu byly tři).
Zkázu pro opavské tramvaje znamenala druhá světová válka a zejména boje o město v jejím samém závěru v dubnu 1945. Provoz pouliční dráhy byl zastaven. Částečně byl obnoven až v listopadu následujícího roku, úplně až na jaře roku 1947, tedy téměř dva roky po ukončení bojů. Zároveň s obnovou tratí byly vystavěny i tratě nové. V roce 1948 byl prodloužen úsek v Kateřinkách až ke Švédské kapli a po Krnovské ulici zamířila nová trať do Jaktaře.

### Zánik sítě
Roku 1950 bylo rozhodnuto nahradit tramvajovou dopravu dopravou trolejbusovou. Ještě téhož roku (1948?) byl zastaven provoz na trati k Městskému hřbitovu. V roce 1952 byla trať od Východního nádraží k nemocnici nahrazena trolejbusy (prodloužení k Ústavu pro duševně choré bylo zrušeno již roku 1951) a zastaven provoz byl i na odbočce do Městských sadů. Roku 1953 byla zrušena trať do Jaktaře (stará 5 let). V provozu tak zůstal poslední úsek náměstí Republiky – Kateřinky, Švédská kaple a manipulační trať do vozovny (bývalá trolejbusová vozovna v Krnovské ulici). Poslední tramvaje projely Opavou 22. dubna 1956.

## Vozový park
Pro zahájení provozu bylo zakoupeno 9 motorových vozů vyrobených ve vagónce Studénka, elektrickou výzbroj dodala firma AEG Wien. Stejnými výrobci byly dodány i tři tramvaje v roce 1912. Další motorové vozy byly zakoupeny až v roce 1952, kdy do Opavy přišlo pět tramvají ze zrušeného tramvajového provozu v Jihlavě. Všechny vozy byly vyřazovány v letech 1951 – 1956.
V Opavě bylo v provozu celkem 10 vlečných vozů; zajímavé je, že všechny byly zakoupeny už jako ojeté z jiných měst. V roce 1906 pět vozů z Lince, 1940 tři ze Zhořelce a v roce 1951 poslední dva z Jihlavy.